# Simon Kuznets
Simon Smith Kuznets (Pinsk, 30. travnja 1901. – Cambridge, Massachusetts, 8. srpnja 1985.) bio je američki ekonomist, statističar, demograf i povjesničar ekonomije bjelorusko-židovskoga podrijetla. Dobitnik je Nobelove nagrade za ekonomiju 1971. godine za postignuća na području razvojne ekonomije i svoja proučavanja povijesti ekonomije, kojima je pripomogao u prijelazu ekonomiju iz eksperimentalne u empirijsku znanost.

## Životopis
Rođen je u bjeloruskom gradu Pinsku u bjelorusko-židovskoj obitelji. Nakon završetka osnovne škole seli se u ukrajinski Harkiv, gdje je studirao smjer razvoje ekonomije na Nacionalnom ekonomskom institutu. Uz to je i studirao demografiju, statistiku, povijest ekonomije i matematiku. Sergej Natanovič Bernstein predavao mu je teoriju vjerojatnosti. Tijekom studija bio je vrlo aktivan u životu svoga Sveučilišta, gdje je u sveučilišnom glasilu objavljivao svoje prve znanstvene i stručne radove, koji su prema školskom kurikulu bili "ispred njegova vremena".
Studirao je u vrlo teškim uvjetima, kada je za vrijeme Ruskog građanskog rata visoko obrazovanje smatrano nepoželjnim, a znanstvenici narodnim neprijateljima. Zbog toga, nakon objavljivanja nekoliko priznatih radova, 1922. odlazi u Sjedinjene Države. Tamo je ubrzo upisao doktorski studij ekonomije na Sveučilištu Columbia pod mentorstvom Wesleyja Claira Mitchella. Naslov sveučilišnog prvostupnika stječe 1923., a doktora znanosti stječe 1926. godine. Jedanaest godina kasnije izabran je u članstvo Američkog društva ekonomista i Američkog statističkog društva.
Nakon doktorata, sve do 1961. radio je u Nacionalnom uredu za ekonomska istraživanja. Tijekom Drugog svjetskog rata bio je ravnatelj Ureda za planiranje, statistiku i ratnu proizvodnju i bio je jedan od glavnih planera ekonomske politike u ratnom i poslijeratnom razdoblju. U ratnom razdoblju radio je na proširenju industrijske proizvodnje osiguravanjem nižih kamatnih stopa za zaduživanje, dok se u poslijeratnom razdoblju posvetio snižavanju nacionalnog vanjskog duga.
Radio je i na Harvardovu sveučilištu te Pennsylvanijskom sveučilištu kao redoviti i gostujući profesor ekonomije. Radio je kao ekonomski savjetnik tijekom hladnog rata za brojne vlade, među kojima i kinesku, japansku, korejsku, tajvansku i izraelsku. Bio je član Međunarodnog statističkog instituta, Američkog filozofskog društva, Kraljevske švedske akademije i Engleskog kraljevskog statističkog društva. Osim Nobelovom nagradom za ekonomiju, dobio je i Medalju Francisa Walkera 1977. godine. 1949. obnašao je dužnost predsjednika Američkog ekonomskog društva.